# Nekvasovy
Nekvasovy település Csehországban, a Dél-plzeňi járásban. Nekvasovy Chlumy, Myslív, Mileč, Oselce, Kovčín és Kvášňovice településekkel határos. Lakosainak száma 196 fő (2024. január 1.).

## Népesség
A település lakosságának változását az alábbi diagram mutatja:
| Lakosok száma | 448  | 470  | 498  | 398  | 279  | 180  | 163  | 177  | 167  | 196  |
|               | 1869 | 1900 | 1921 | 1961 | 1980 | 2011 | 2016 | 2019 | 2021 | 2024 |